# Telaranea
Telaranea là một chi rêu trong họ Lepidoziaceae.